# Conidiobolus coronatus
Conidiobolus coronatus är en svampart som först beskrevs av Costantin, och fick sitt nu gällande namn av A. Batko 1964. Conidiobolus coronatus ingår i släktet Conidiobolus och familjen Ancylistaceae.   Inga underarter finns listade i Catalogue of Life.